# Punahele Soriano
Punahele Soriano (Wailua, Hawái, Estados Unidos, 22 de noviembre de 1992) es un artista marcial mixto estadounidense que compite en la división de peso medio de Ultimate Fighting Championship (UFC).

## Primeros años
En su último año en el instituto Kahuku de Waialua (Hawái), en la costa norte de Oahu, se proclamó campeón estatal de las 171 libras, tras quedar tercero en el estado como junior. Además de ser campeón estatal de lucha en el instituto, fue campeón estatal de judo en el instituto. Pasó a luchar en la División III en el Wartburg College de Iowa, donde obtuvo honores All-America en la NCAA de 2014 al quedar séptimo en la categoría de 197 libras, convirtiéndose en el primer clasificado de Hawái.
Su interés por las MMA comenzó a través de su amigo y actual luchador de la UFC Dan Ige, que lo invitó a ayudar a entrenar a los luchadores de MMA en la lucha libre.

## Carrera de artes marciales mixtas

### Inicios
Después de hacer su debut profesional en Hawái el 28 de enero de 2017 en X-1 World Evetns 45, y conseguir una victoria por sumisión en el primer asalto, hizo su debut en el peso medio y en el continente el 29 de julio de 2017 en PFL Everett contra Jon Gover. Ganó la pelea por TKO en el primer asalto.
Se enfrentó a Rafael Celestino el 6 de abril de 2019 en Titan FC 49. Ganó la pelea por KO en el primer asalto.
Después de obtener una victoria por TKO en solo 45 segundos en V3 Fights 69 contra James Horne, se enfrentó a Jhonoven Pati el 19 de octubre de 2018 en LFA 52. Ganó la pelea por sumisión en el primer asalto.
Fue invitado al Dana White's Contender Series 17 el 18 de junio de 2019, donde se enfrentó a Jamie Pickett. Ganó la pelea por decisión unánime, consiguiendo un contrato con la UFC en el proceso y superando el primer asalto por primera vez en su carrera de MMA.

### Ultimate Fighting Championship

#### 2019
Soriano debutó en UFC contra Oskar Piechota el 14 de diciembre de 2019, en UFC 245. Ganó la pelea por KO en el primer asalto.

#### 2021
Soriano enfrentó a Duško Todorović el 16 de enero de 2021, en UFC on ABC 1. Ganó la pelea por TKO en el primer asalto.
Se esperaba que Soriano enfrentara a Anthony Hernandez el 26 de junio de 2021, en UFC Fight Night 190. El par estaba previamente programado para enfrentarse en mayo de 2020, en UFC on ESPN 8, pero Soriano se retiró debido a razones no reveladas. A su vez, Hernandez se retiró a finales de mayo debido a una lesión en la mano y fue reemplazado por Brendan Allen, llevándose a cabo la nueva pelea un mes después el 24 de julio de 2021, en UFC on ESPN 27. Perdió la pelea por decisión unánime.

#### 2022
Soriano enfrentó a Nick Maximov el 5 de febrero de 2022 en UFC Fight Night 200. Perdió la pelea por decisión dividida. 12 de 16 medios de comunicación le dieron la pelea a Maximov.
Soriano enfrentó a Dalcha Lungiambula el 16 de julio de 2022 en UFC on ABC 3. Ganó la pelea por KO en el segundo asalto. Esta victoria le valió el premio a la Actuación de la Noche.

#### 2023
Soriano enfrentó a Roman Kopylov el 14 de enero de 2023 en UFC Fight Night 217.  Perdió la pelea por nocaut técnico en el segundo asalto.
Soriano estaba programado para enfrentar a Sedriques Dumas el 24 de junio de 2023, en UFC on ABC 5. Sin embargo, el 15 de junio se anunció que Soriano se retiró por razones no reveladas y fue reemplazado por Cody Brundage.
Soriano enfrentó a Dustin Stoltzfus el 2 de diciembre de 2023, en UFC on ESPN 52. Perdió la pelea por sumisión en el segundo asalto.

#### 2024
Soriano enfrentó a Miguel Baeza el 8 de junio de 2024, en UFC on ESPN 57. Ganó la pelea por una muy dominante decisión unánime.

## Campeonatos y logros
- Ultimate Fighting Championship
  - Actuación de la Noche (una vez) vs. Dalcha Lungiambula[24]
  - Mayor cantidad de golpes significativos en el suelo conectados en una pelea en la historia de UFC (136) (vs. Miguel Baeza)[32]
    - Mayor cantidad de golpes significativos en el suelo conectados en una pelea de peso wélter de UFC (136) (vs. Miguel Baeza)[33]
    - Mayor cantidad de golpes totales en el suelo conectados en una pelea de peso wélter de UFC (317) (vs. Miguel Baeza)[33]

  - Segunda mayor cantidad de golpes totales conectados en una pelea de peso wélter de UFC (331) (vs. Miguel Baeza)[33]
  - Mayor diferencia de golpes significativos en una pelea de peso wélter de UFC (+137) (vs. Miguel Baeza)[33]
  - Mayor diferencia de golpes totales en una pelea de 3 asaltos de UFC (+309) (vs. Miguel Baeza)

## Récord en artes marciales mixtas
| Récord profesional | Récord profesional | Récord profesional |
| 14 peleas          | 10 victorias       | 4 derrotas         |
| ------------------ | ------------------ | ------------------ |
| Nocaut             | 6                  | 1                  |
| Sumisión           | 2                  | 1                  |
| Decisión           | 2                  | 2                  |

| Resultado | Récord | Oponente           | Método                          | Evento                                     | Fecha                   | Ronda | Tiempo | Localización             | Notas                    |
| --------- | ------ | ------------------ | ------------------------------- | ------------------------------------------ | ----------------------- | ----- | ------ | ------------------------ | ------------------------ |
| Victoria  | 10-4   | Miguel Baeza       | Decisión (unánime)              | UFC on ESPN: Cannonier vs. Imavov          | 8 de junio de 2024      | 3     | 5:00   | Louisville, Kentucky     |                          |
| Derrota   | 9-4    | Dustin Stoltzfus   | Sumisión (rear-naked choke)     | UFC on ESPN: Dariush vs. Tsarukyan         | 2 de diciembre de 2023  | 2     | 4:10   | Austin, Texas            |                          |
| Derrota   | 9-3    | Roman Kopylov      | TKO (patada al cuerpo y golpes) | UFC Fight Night: Strickland vs. Imavov     | 14 de enero de 2023     | 2     | 3:19   | Las Vegas, Nevada        |                          |
| Victoria  | 9-2    | Dalcha Lungiambula | KO (golpes)                     | UFC on ABC: Ortega vs. Rodríguez           | 16 de julio de 2022     | 2     | 0:28   | Elmont, Nueva York       | Actuación de la Noche.   |
| Derrota   | 8-2    | Nick Maximov       | Decisión (dividida)             | UFC Fight Night: Hermansson vs. Strickland | 5 de febrero de 2022    | 3     | 5:00   | Las Vegas, Nevada        |                          |
| Derrota   | 8-1    | Brendan Allen      | Decisión (unánime)              | UFC on ESPN: Sandhagen vs. Dillashaw       | 24 de julio de 2021     | 3     | 5:00   | Las Vegas, Nevada        |                          |
| Victoria  | 8-0    | Duško Todorović    | TKO (golpes)                    | UFC on ABC: Holloway vs. Kattar            | 16 de enero de 2021     | 1     | 4:48   | Abu Dhabi                |                          |
| Victoria  | 7-0    | Oskar Piechota     | TKO (codazo)                    | UFC 245                                    | 14 de diciembre de 2019 | 1     | 3:17   | Las Vegas, Nevada        |                          |
| Victoria  | 6-0    | Jamie Pickett      | Decisión (unánime)              | Dana White's Contender Series 17           | 18 de junio de 2019     | 3     | 5:00   | Las Vegas, Nevada        |                          |
| Victoria  | 5-0    | Jhonoven Pati      | Sumisión (rear-naked choke)     | Legacy Fighting Alliance 52                | 19 de octubre de 2018   | 1     | 3:36   | Belton, Texas            |                          |
| Victoria  | 4-0    | James Horne        | TKO (golpes)                    | V3 Fights 69                               | 16 de junio de 2018     | 1     | 0:45   | Memphis, Tennessee       |                          |
| Victoria  | 3-0    | Rafael Celestino   | KO (golpes)                     | Titan FC 49                                | 6 de abril de 2019      | 1     | 0:31   | Fort Lauderdale, Florida |                          |
| Victoria  | 2-0    | Jon Gover          | TKO (golpes)                    | PFL Everett                                | 29 de julio de 2017     | 1     | 2:36   | Everett, Washington      | Debut en el peso medio.  |
| Victoria  | 1-0    | Jon Ferrell        | Sumisión (rear-naked choke)     | X-1 World Events 45                        | 28 de enero de 2017     | 1     | 2:20   | Honolulu, Hawai          | Debut en el peso pesado. |